# لا کوبا
لا کوبا (به اسپانیایی: La Cuba) یک شهرستان در اسپانیا است که در استان تروئل واقع شده‌است.

## خصوصیات
لا کوبا ۶ کیلومترمربع مساحت و ۵۲ نفر جمعیت دارد.